# Grot (broń)

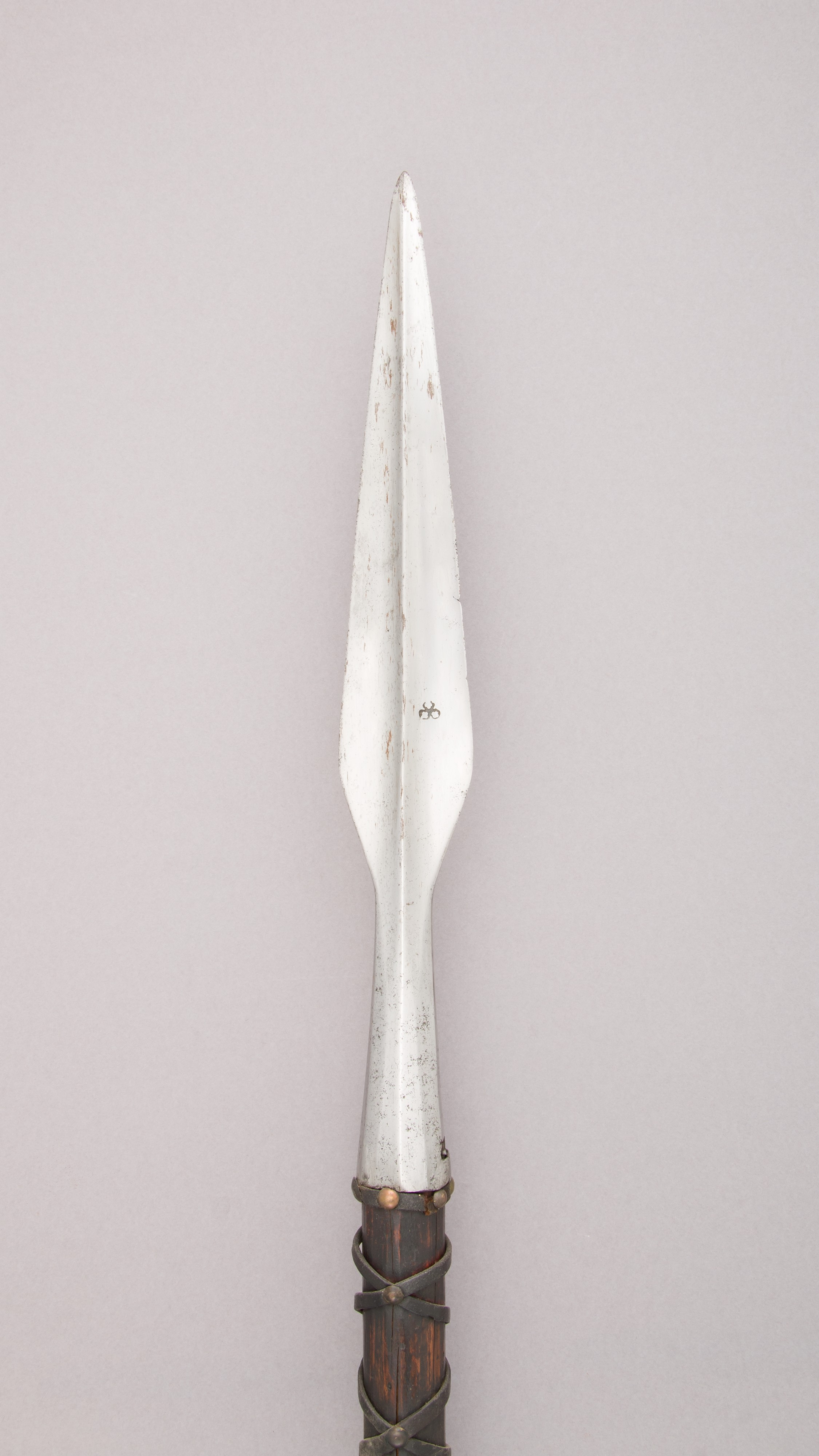
Grot włóczni

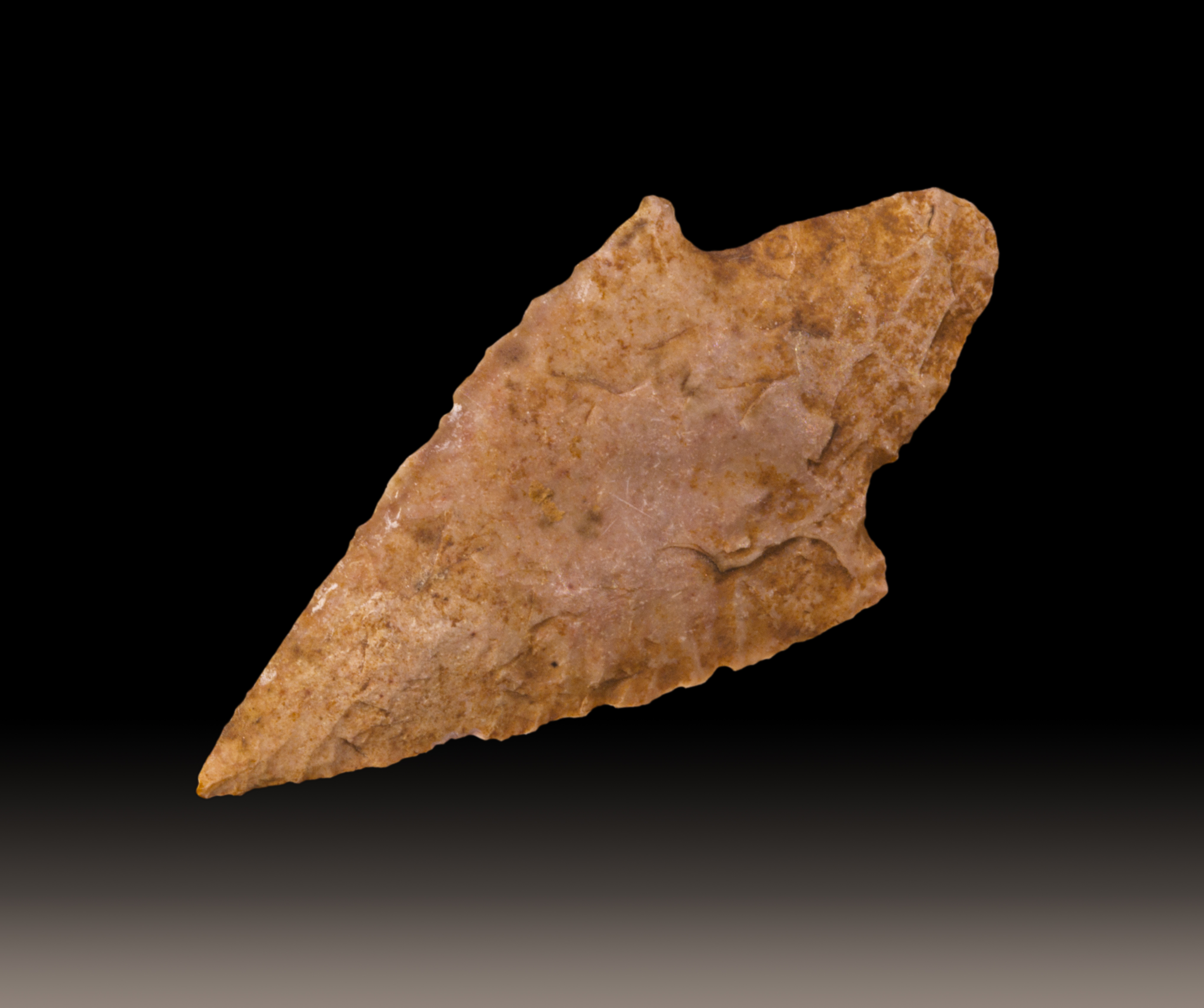
Kamienny grot neolityczny

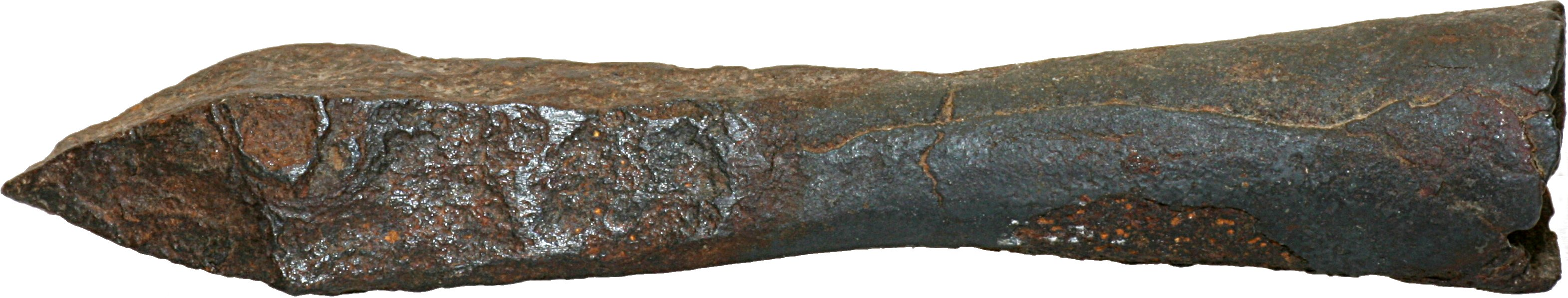
Grot bełtu z XIV wieku

Grot, żeleźce – ostre, najczęściej metalowe zakończenie strzał, broni drzewcowej oraz drzewc chorągwi czy innych znaków wojskowych. Groty mogły być płaskie, paraboliczne, trójkątne lub czworokątne, przeznaczone do zadawania ran szarpanych, ciętych lub kłutych. Groty strzał nierzadko posiadały zadziory skierowane ku drzewcu, które utrudniały wyjęcie strzały z ciała, powodując jednocześnie większe obrażenia. Istniały także tępe groty, używane podczas turniejów rycerskich. Grot mocowano za pomocą tulei nakładanej na drzewce lub za pomocą kolca wbijanego w drzewce.
Pierwsze typy grotów, pochodzące z epoki kamienia, wykonane były najczęściej z krzemienia lub wycięte z kości.
Groty w łucznictwie tarczowym mają zazwyczaj kształt paraboliczny, dla jak najlepszych własności aerodynamicznych. Wykonywane są ze stali, aluminium lub tytanu.
Groty mogą być wklejane do środka promieni lub wkręcane we wcześniej wklejone tuleje.
Grotami mogą być także ostrza dekorujące oraz zwieńczające płoty i bramy.